# シュタイナーの内接楕円

3頂点が(1,7), (7,5), (3,1) である三角形とシュタイナーの内接楕円。マーデンの定理により、
であるから、焦点の座標は (3,5) と (13/3,11/3) になる。

任意の三角形 △ABC
シュタイナーの内接楕円
シュタイナーの（外接）楕円
長軸および短軸

幾何学における三角形のシュタイナーの内接楕円（シュタイナーのないせつだえん）は、三角形の3辺の中点でその三角形に接する楕円である。中点楕円、ガウス楕円とも呼ばれる。この楕円はデリーによってヤコブ・シュタイナーに属するものとされ、カルマンにより独立に証明されている
。
シュタイナーの名前を冠するシュタイナー楕円は、この楕円との対比から「シュタイナーの外接楕円」と呼ばれることもある。
以下の解説で特に説明がない場合、a, b, c は三角形の3辺の長さを表す。

## 三角形上の座標による表記
シュタイナーの内接楕円の座標は三線座標によって以下のように表される。
{\displaystyle a^{2}x^{2}+b^{2}y^{2}+c^{2}z^{2}-2abxy-2bcyz-2cazx=0}
重心座標では以下のようになる。
{\displaystyle x^{2}+y^{2}+z^{2}-2xy-2yz-2zx=0}

## 性質
- シュタイナーの内接楕円の中心は、元の三角形の重心である[1][5]。重心を中心とする唯一の内接楕円である[5]:p.142。
- シュタイナーの内接楕円の面積は、内接楕円の中で最も大きい。その面積は元の三角形の面積の {\displaystyle {\frac {\pi }{3{\sqrt {3}}}}}倍である[5]:p.146 [6]:Corollary 4.2。
- シュタイナー楕円とは重心を共有するとともに相似の関係にあり、相似比は 1:2 であるとともに、両楕円の長軸および短軸はそれぞれ同一直線上に在る。したがって両楕円の焦点もまた同一直線上に在り、離心率は等しく、面積比は 1:4 である。
- 三角形に内接する二次曲線のうち、2辺以上の中点に接するのはシュタイナーの内接楕円のみである[5]。
- シュタイナーの内接楕円は中点三角形のシュタイナー楕円である。
- シュタイナーの内接楕円の長軸と短軸の長さは以下の式で表される[1]。

{\displaystyle {\frac {1}{6}}{\sqrt {a^{2}+b^{2}+c^{2}\pm 2Z}},}
焦点間の長さは以下になる。
{\displaystyle {\frac {1}{3}}{\sqrt {Z}}}
ただし Z は以下の式で与えられる。
{\displaystyle Z={\sqrt {a^{4}+b^{4}+c^{4}-a^{2}b^{2}-b^{2}c^{2}-c^{2}a^{2}}}.}
- 複素数平面において、三角形の3つの頂点の座標を零点にもつような3次式を考えたとき、シュタイナーの内接楕円の焦点の座標はその3次式の導関数の零点となる（マーデンの定理（英語版）、冒頭の図も参照。）[3]。
- 長軸は、3頂点からの距離が最も短くなる直線上にある[6]:Corollary 2.4 。
- G, F+, F− を三角形の重心と2つのフェルマー点とする。シュタイナーの内接楕円の長軸は∠F+GF−の2等分線上にある。また、2つの軸の長さは |GF−| ± |GF+| という式で表される[7]:Thm. 1。
- シュタイナー内接楕円の2つの軸はキーペルト放物線に接する。
- シュタイナー内接楕円の2つの焦点は17点3次曲線上にある[8]。
- クラーク・キンバリングの「BICENTRIC PAIRS OF POINTS」ではP(118),U(118)として登録されており、重心座標は以下の式で表される[9]。すなわち、

{\displaystyle V=2a^{2}b^{2}c^{2}Z^{3},W=b^{6}c^{6}+c^{6}a^{6}+a^{6}b^{6}-3a^{4}b^{4}c^{4}-(b^{4}c^{4}+c^{4}a^{4}+a^{4}b^{4})Z^{2},}
{\displaystyle f(a,b,c)=(b^{2}-c^{2})(a^{4}-b^{4}c^{4}-a^{2}Z)+{\sqrt {V-W}}}
として
{\displaystyle f(a,b,c):f(b,c,a):f(c,a,b)\;,\;f(a,c,b):f(b,a,c):f(c,b,a)}
- 三角形ABCに内接する楕円の焦点を P, Q とすると以下の式が成り立つ[10]。

{\displaystyle {\frac {{\overline {PA}}\cdot {\overline {QA}}}{{\overline {CA}}\cdot {\overline {AB}}}}+{\frac {{\overline {PB}}\cdot {\overline {QB}}}{{\overline {AB}}\cdot {\overline {BC}}}}+{\frac {{\overline {PC}}\cdot {\overline {QC}}}{{\overline {BC}}\cdot {\overline {CA}}}}=1.}
- △ABCと重心に対する九点円錐曲線である。